# Соколов (місто)
Соколов (чеськ. Sokolov, нім. Falkenau an der Eger) — місто на заході Чехії, на річці Огрже, в Карловарському краї. Є адміністративним центром округу Соколов.

## Загальні відомості
Населення 24 тис. жит. (2012). Хімічна та скляна промисловість. Центр Соколовського буровугільного басейну. Замок XIII століття року в стилі ренесанс (нині — музей). Раніше — володіння князів Огінських.

## Відомі люди
У місті народилися Штефан Фюле — чеський політичний діяч, дипломат, із 2009 року Єврокомісар з питань розширення та Європейської політики сусідства в Європейській Комісії та чеський хокейний воротар, виступає в Чеській Екстралізі в клубі «Карлові Вари» Лукаш Менсатор.
За місцеву футбольну команду клубу «Банік», у 2006 році, дебютував і виступав два сезони чеський футболіст, півзахисник німецького клубу «Гамбург» Петр Їрачек.

## Галерея

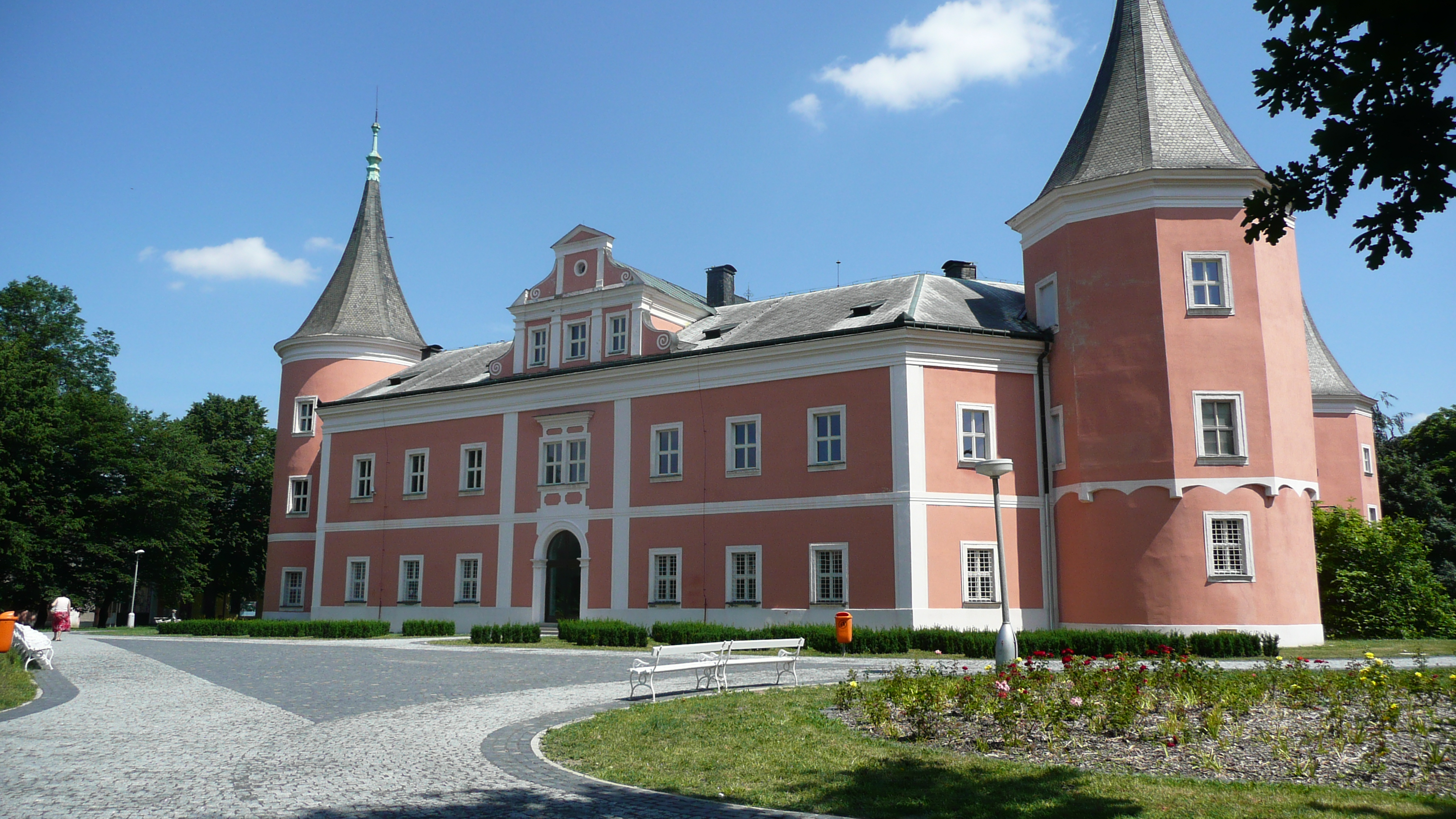
Соколовський замок
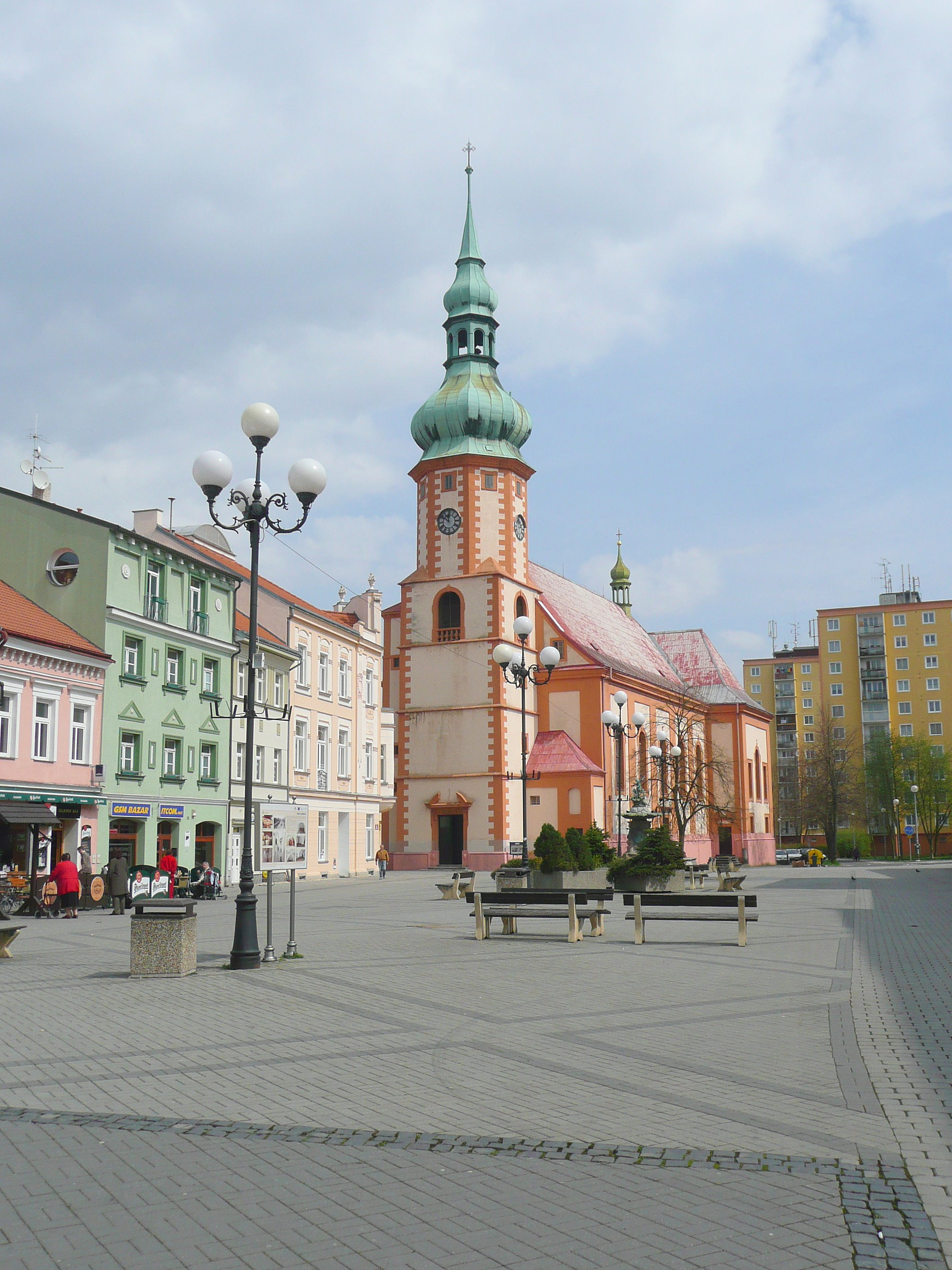
Костел святого Якуба
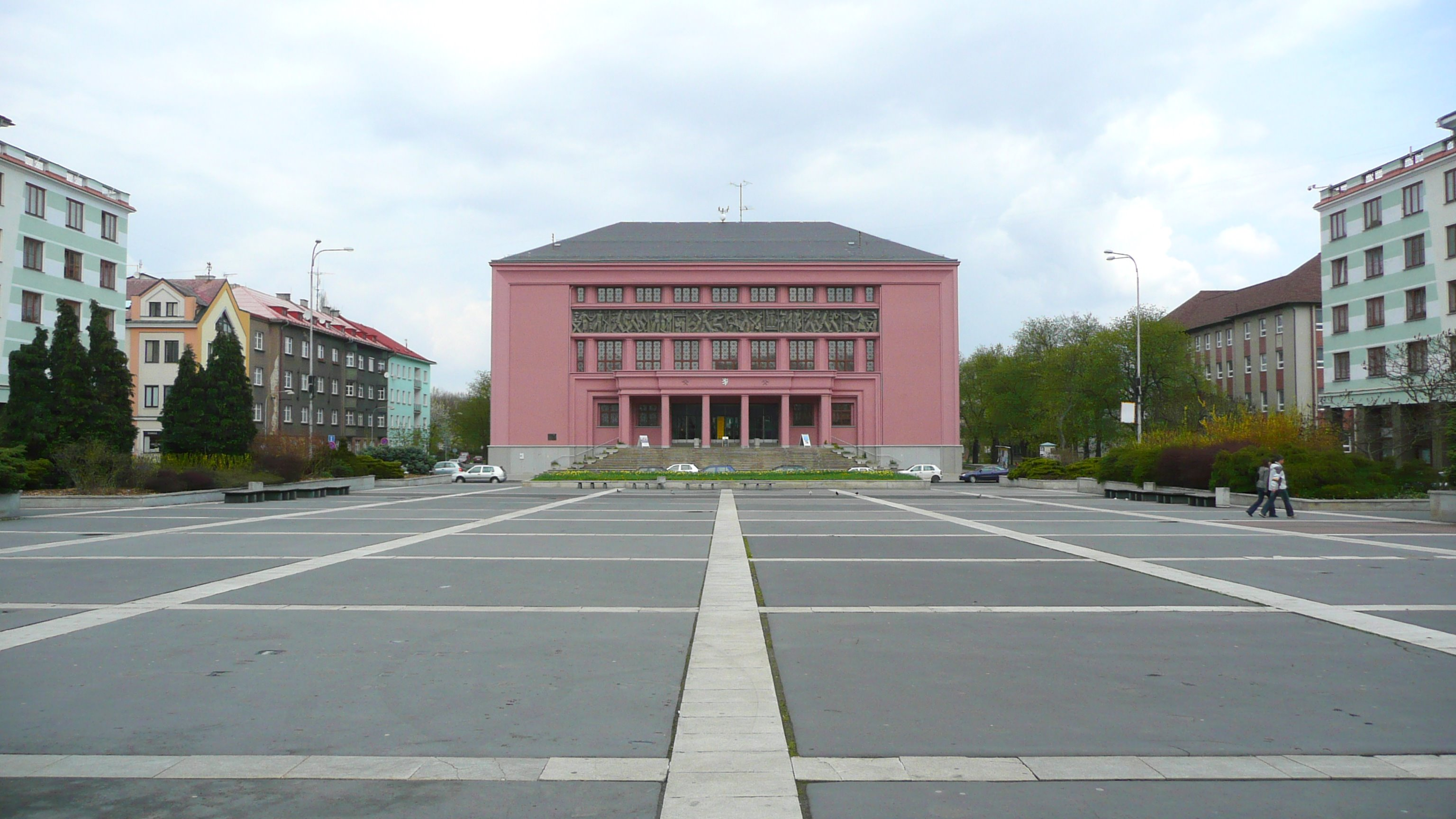
Площа будівельників та будинок гірників
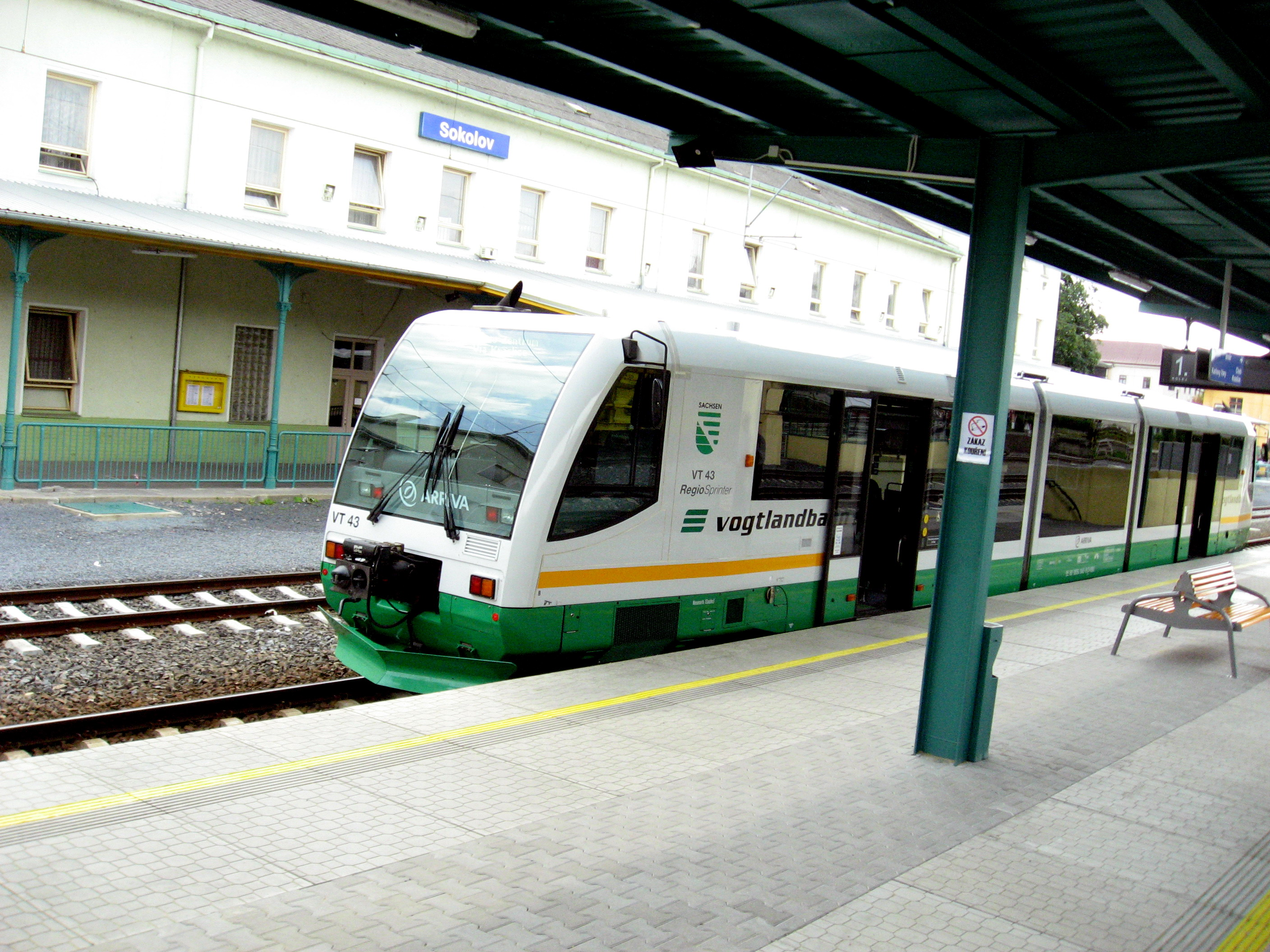
Потяг у Соколові